# Schloss Nossen

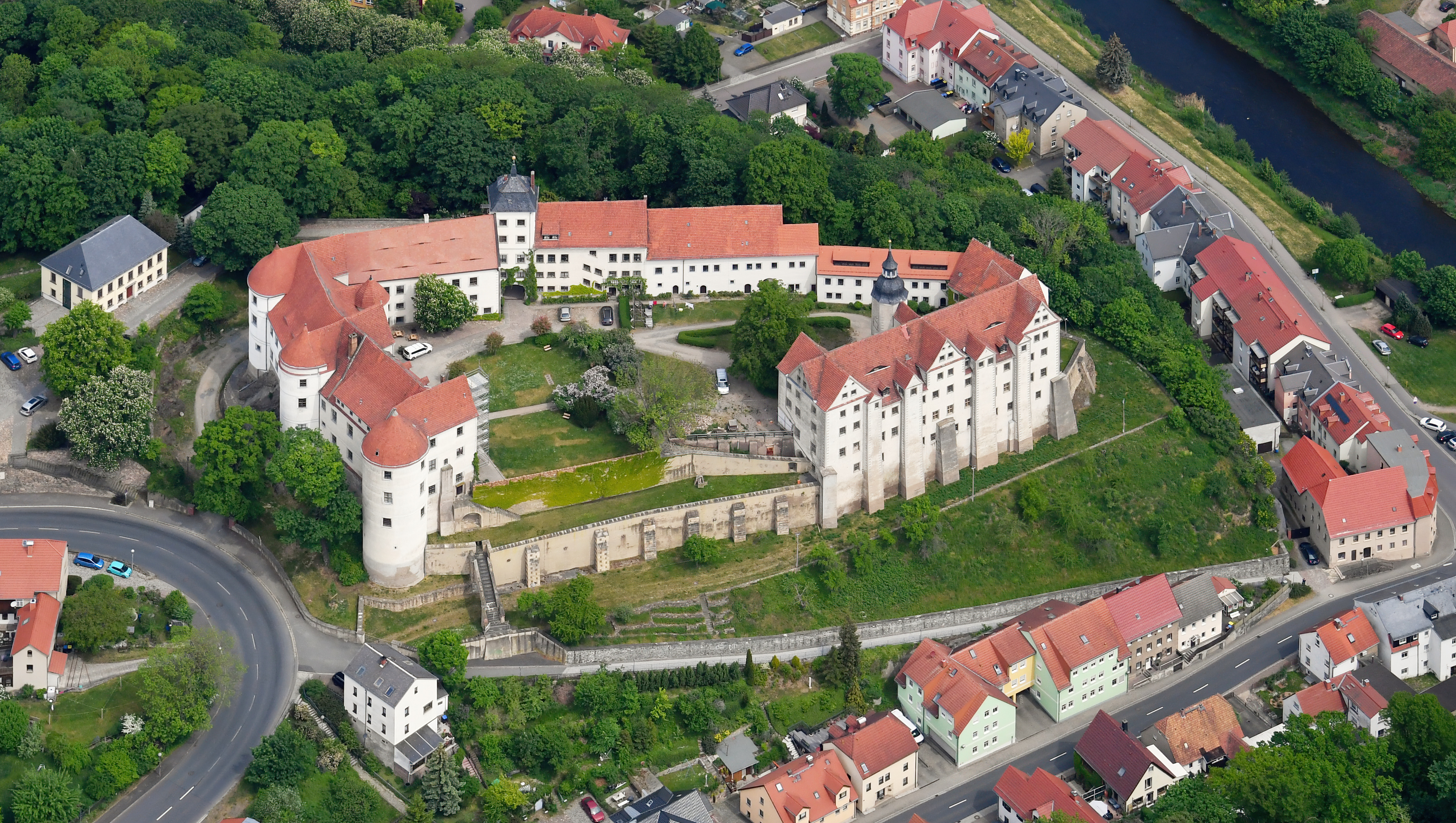
Schloss Nossen von Süden aus der Luft gesehen

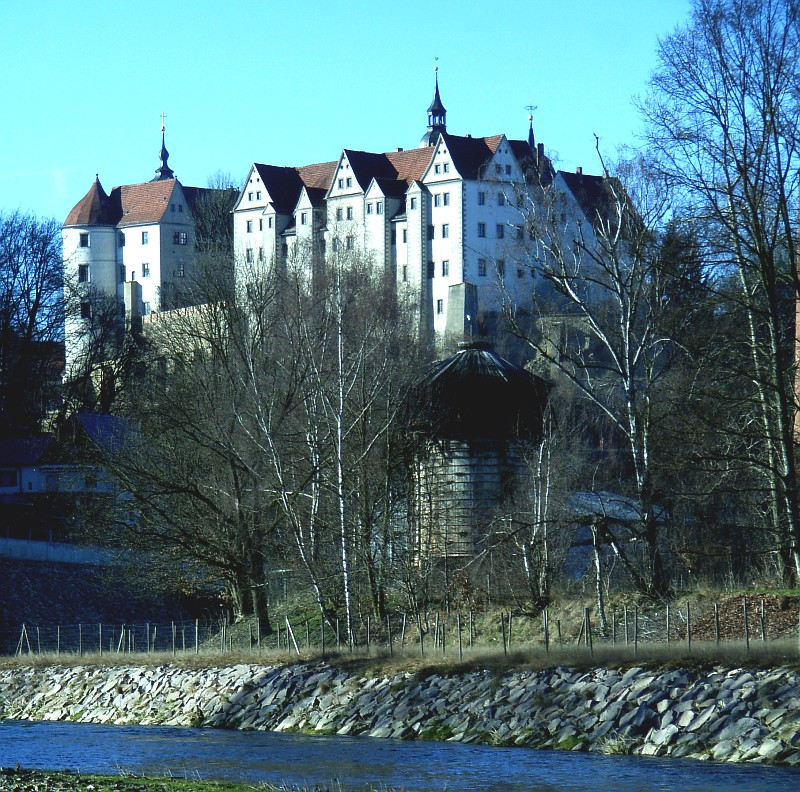
Schloss Nossen

Schloss Nossen befindet sich in der gleichnamigen Stadt Nossen im Landkreis Meißen im deutschen Bundesland Sachsen. Die imposante Schlossanlage liegt auf einem Felsvorsprung über dem Tal der Freiberger Mulde. Der Renaissancebau entstand an der Stelle einer älteren mittelalterlichen Burg im Auftrag der sächsischen Kurfürsten als Jagdsitz und als Wohnung auf der Durchreise von und nach Dresden sowie als Verwaltungssitz des Amtes Nossen. Die Verwaltungstradition endete mit Auflösung des Amtsgerichtes. Heute können Teile des Schlosses besichtigt werden mit Ausstellungen zu den sächsischen Adelsgeschlechtern Schönberg und Friesen.

## Geschichte

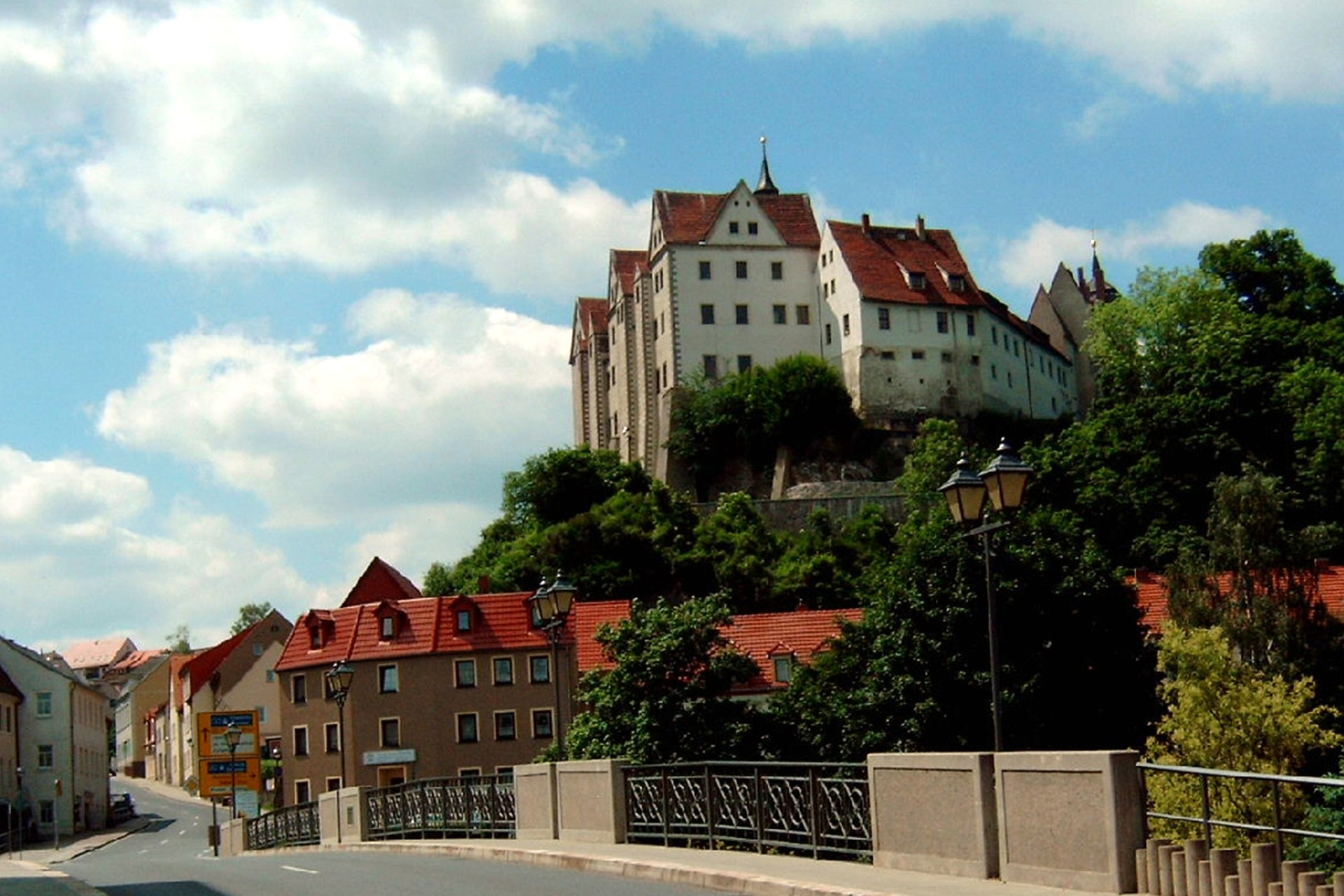
Blick von der Freiberger Mulde auf das Schloss

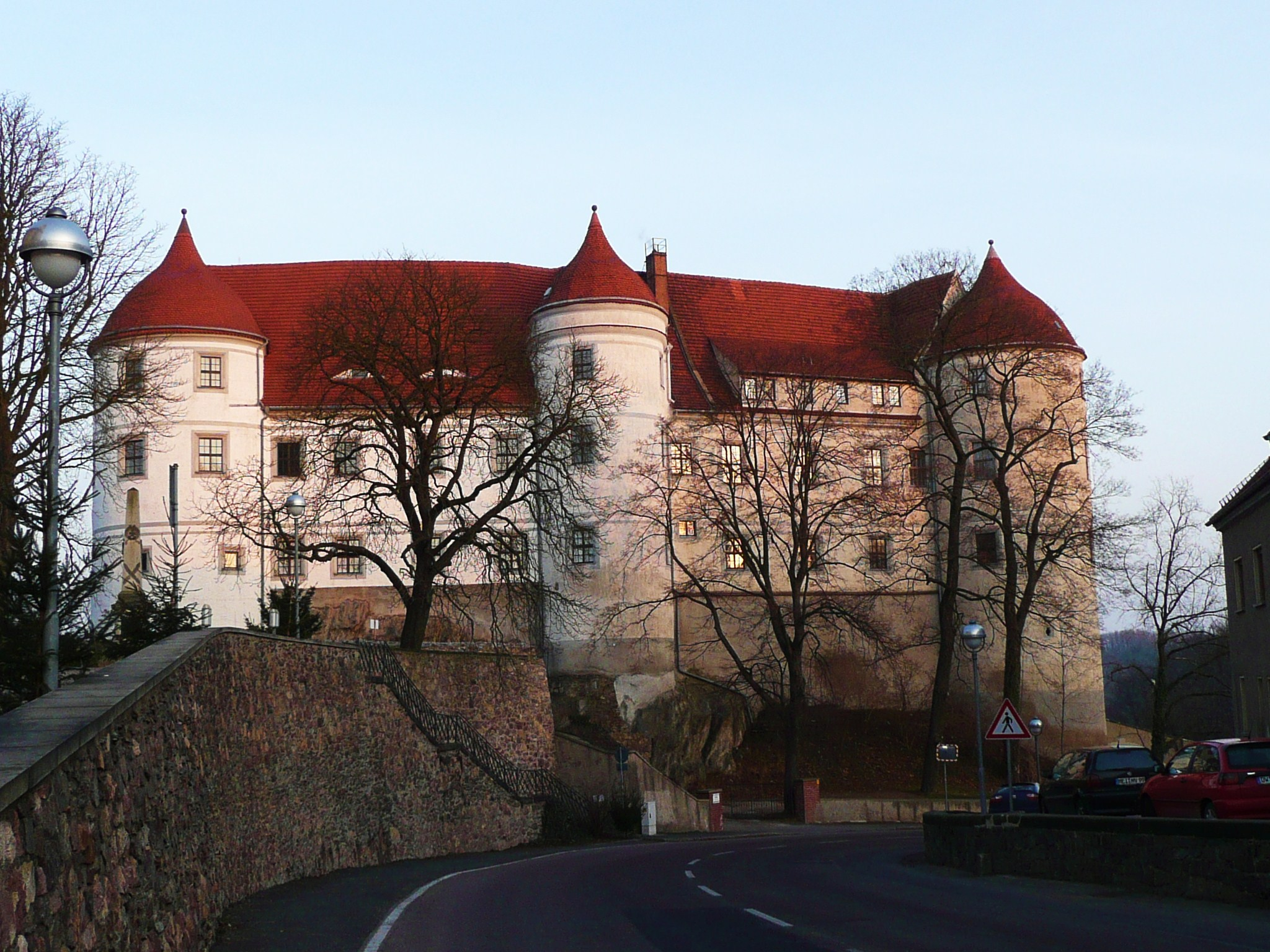
Westflügel mit den drei Halbtürmen

Das Schloss Nossen geht auf eine Burg zurück, die wahrscheinlich in der ersten Hälfte des 12. Jahrhunderts errichtet wurde. Die Burg befand sich damals im Besitz der Ritter von Nozin, deren Geschlecht hier erstmals 1185 in der Person des Petrus de nozin urkundliche Erwähnung fand. Die Herren von Nossen, wie man sie heute in Anlehnung an den aktuellen Namen der Stadt nennt, hatten einen Streifen Land zwischen Pitzschebach und Mulde vom Bischof von Meißen zu Lehen. Im weitgehend unbesiedelten Land entstanden im Schutz der Grundherren dörfliche Siedlungen wie Breitenbach, Gruna, Keseberg (das heutige Augustusberg) und Niedereula. Aus der dörflichen Siedlung am Fuße der Burg entwickelte sich später die Stadt Nossen.
Nachdem das Lehen der Bischöfe an die Herren von Nossen erledigt war, ging 1315 die Burg, von deren baulicher Gestalt heute wenig bekannt ist, wieder in kirchlichen Besitz, in den Besitz von Withego II. von Colditz über und diente den Bischöfen von Meißen als Sitz. Bischof Thimo von Colditz (siehe auch Colditz (Adelsgeschlecht)) verpfändete sie 1403 an seinen Vetter Otto von Colditz, bevor die Anlage mitsamt der Stadt Nossen 1436 für die Summe von 4.200 rheinischen Gulden in den Besitz der Zisterzienser von Kloster Altzella überging. Diese nutzten die Burg als Abtssitz, ließen die Anlage wegen Geldmangels aber zusehends verfallen.
Im Zuge der Reformation wurde das Kloster 1540 aufgelöst und ging in den Besitz des Kurfürstentums Sachsen über. Kurfürst August ließ 1554–1557 unter Nutzung von Grundmauern und Gewölben der Burg sowie von Abbruchmaterial des Klosters Altzella den mit seinen drei Halbtürmen markanten Westflügel des heutigen Schlosses als Reise- und Jagdunterkunft errichten. Zu den bemerkenswertesten Räumen des Neubaus zählte der sogenannte Riesensaal, in dem mehrere hundert Menschen Platz fanden, um das bei den Jagden erlegte Wild zu verzehren. An den Wänden des Saals befanden sich 1714 unter anderem ...27 Hirschköpffe mit Geweihen auf grün und vergoldeten Schildern... Daneben beherbergte das Schloss das durch die Säkularisation des Klosters Altzella im Jahr 1555 gegründete kursächsische Amt Nossen, für das 1628–1630 im südlichen, 1631 im nördlichen und 1659–1667 im nordwestlichen Teil des Schlosses neue Gebäude entstanden. Dadurch wurden die noch in der Mitte des Schlosshofes stehenden Reste der Burganlage entbehrlich, so dass 1667 deren Abriss erfolgte. Seine endgültige Gestalt erhielt das Schloss mit der Vollendung des Torturmes (1682) und dem Bau der steinernen Schlossbrücke (1714), welche die hölzerne Zugbrücke ersetzte.

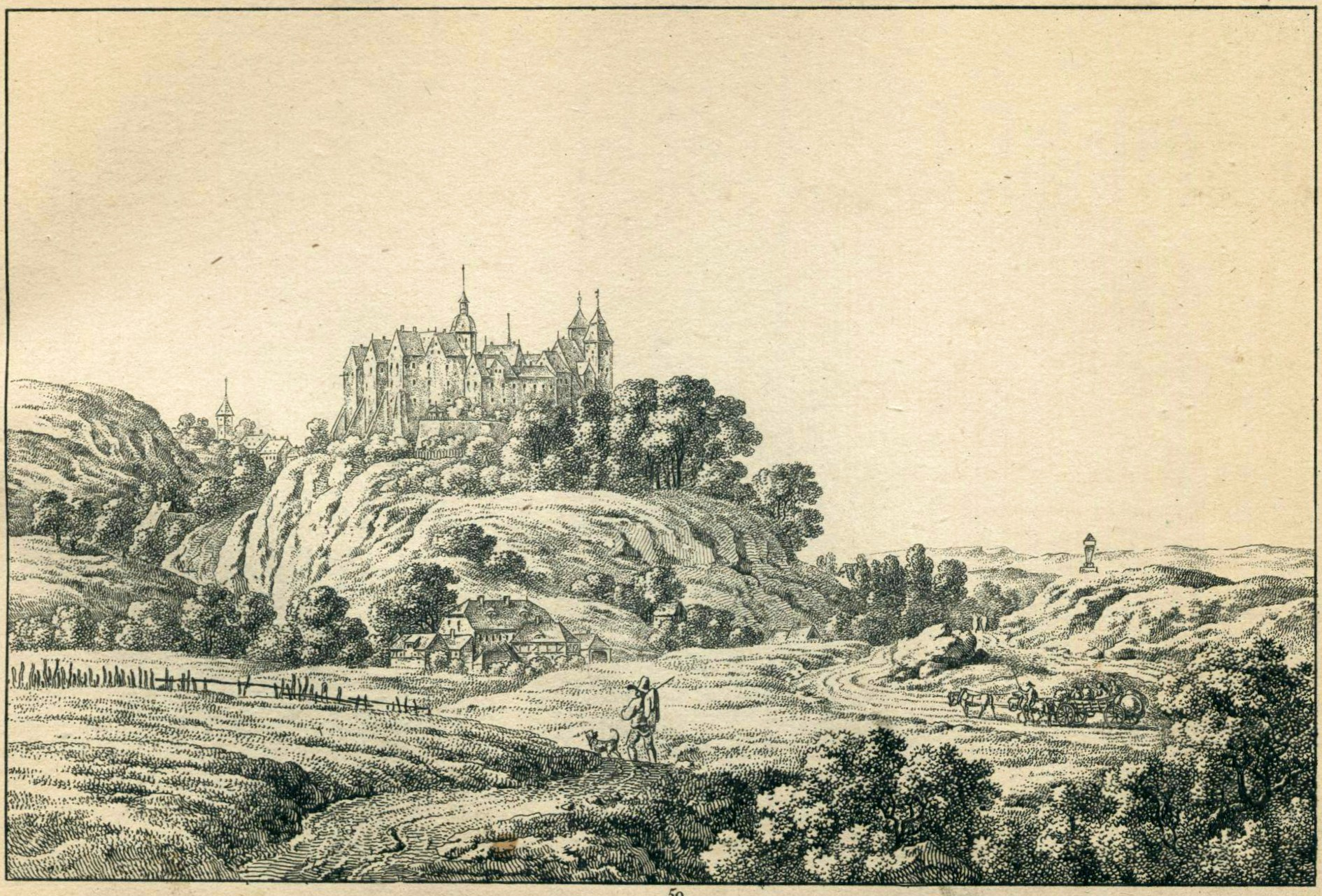
Ansicht um 1820

Während des Siebenjährigen Krieges wurde das Schloss 1756–1763 durch die Preußen schwer in Mitleidenschaft gezogen. Im Jahr 1775 war die Renaissanceanlage dann baulich buchstäblich aus der Mode gekommen und wurde als Jagd- und Reiselager aufgegeben, diente aber nach wie vor als Amtssitz. 1808 entstanden im Ost- und Nordflügel Gefängnisse als Ersatz für die baufällige, außerhalb des Schlosses gelegene Amtsfrohnfeste.
Nach der 1857 erfolgten Auflösung des Amtes Nossen diente das Schloss ausschließlich zu Verwaltungszwecken und beherbergte das Renten- und Justizamt samt Gerichtsamt und Gefängnis. Für diese Nutzung erfolgte ein grundlegender Umbau der Innenräume, bei dem auch der Riesensaal in kleine Räume aufgeteilt wurde. 1877 wurde das Justizamt aufgelöst. Im Südflügel entstand daraufhin eine Hilfs-Strafanstalt der Strafanstalt Zwickau, die wiederum 1889 verlegt wurde und einer Landeserziehungsanstalt für schwachsinnige Mädchen Platz machte. 1905 erfolgte auch deren Auflösung. Da verwaltungsseitig keine weitere Nutzung angestrebt wurde, begann 1910 die Einrichtung von Wohnungen im Schlosskomplex. Nach dem Auszug des Finanzamtes (1934) entstanden weitere Wohnräume. Teile des Schlosses wurden seit 1954 zudem als Museum genutzt.

## Berühmte Personen auf Schloss Nossen
- Der berüchtigte Böttcher Christian Eckholdt aus Lips Tullians Räuberbande, der schwarzen Garde, soll nach seiner Verhaftung am 18. Oktober 1712 in Roßwein auf Schloss Nossen Gefangener gewesen sein. Eckholdt wurde am 8. März 1715 in Dresden hingerichtet.
- Gräfin Constantia von Cosel hielt sich hier vom 23. November bis 24. Dezember 1716 krankheitsbedingt einen Monat vor ihrem Weitertransport nach Stolpen auf.
- Napoleon Bonaparte nutzte das Schloss in der Nacht vom 7. zum 8. Mai 1813 als Hauptquartier.

## Gegenwart

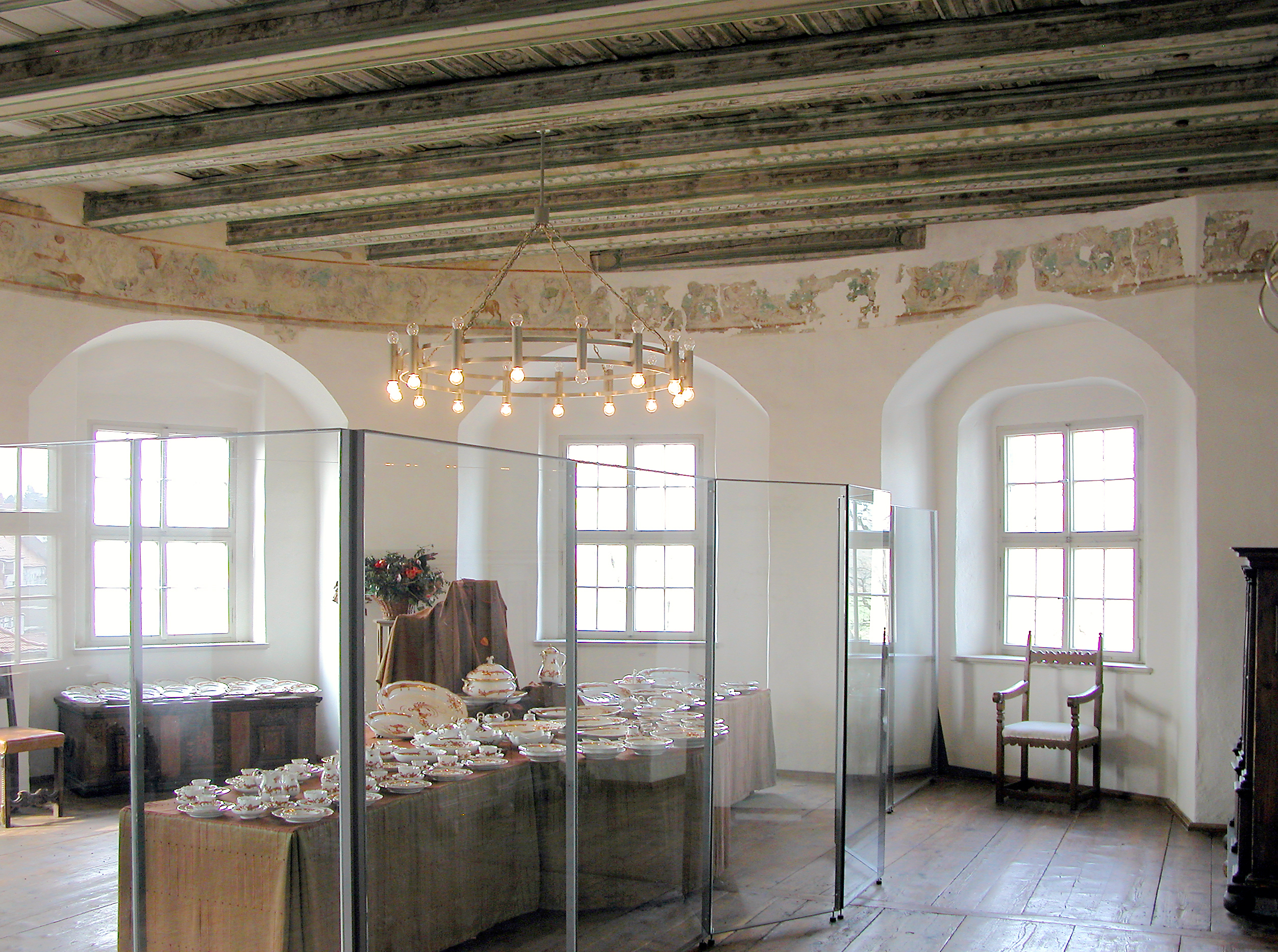
Schloss Nossen, Kurfürstenzimmer

Seit Anfang der 1980er Jahre wird das Schloss saniert und rekonstruiert. Die Anlage ist seit 1994 komplett in das Eigentum des Freistaates Sachsen übergegangen und wird zusammen mit Kloster Altzella als ein staatlicher Schlossbetrieb unterhalten. In den ehemals kurfürstlichen Räumen wurde 1996 eine umfassende Ausstellung zur Schlossgeschichte eröffnet. Ferner sind Ausstellungen zu den sächsischen Adelsgeschlechtern Schönberg und Friesen zu sehen. Im heutigen Museum befindet sich auch eine Bibliothek, in der etwa 6000 Bücher untergebracht sind. Sie ist allerdings nicht für die Öffentlichkeit zugänglich und wird nur zu Forschungszwecken genutzt. Auf dem Schloss finden heute Konzerte, Veranstaltungen und Führungen statt.